# Lilac (IU)
Lilac è il quinto album in studio della cantante sudcoreana IU, pubblicato il 25 marzo 2021.

## Antefatti
L'8 settembre 2020, IU carica su YouTube un video di se stessa nei panni di Lee Ji-dong, il suo alter ego dipendente della Edam Entertainment, rivelando la prossima uscita di un album in studio per la fine dell'anno. In un'intervista con GQ Korea del novembre successivo, la cantante informa che la pubblicazione è stata spostata al 2021. L'11 gennaio 2021 la casa discografica annuncia l'uscita di un primo singolo, il brano pop Celebrity, per il 27 gennaio.
Il 3 marzo 2021 viene svelato il titolo del disco, Lilac. Il concept è il saluto (인사?, insaLR) perché, secondo il calcolo dell'età in Asia orientale, nel 2021 IU compie 29 anni e di conseguenza Lilac rappresenta l'ultimo disco dei suoi vent'anni. La cantante ha spiegato la sua scelta dichiarando: "Avendo debuttato a 18 anni, le persone mi hanno visto solo dalla metà dell'adolescenza, ma mi hanno osservato per tutti i miei vent'anni. Sto realizzando questo album perché voglio salutare chi ha vigilato su di me e ringraziare chi ha guardato fino alla fine. Voglio dire addio con stile. Con stile, senza tristezza [...] Voglio arrivare ai trent'anni da tabula rasa". Il titolo richiama invece il lillà, che nel linguaggio dei fiori rappresenta i ricordi della giovinezza.
Lilac esce il 25 marzo insieme al video musicale della traccia omonima, diretto da Flipevil. Delle dieci tracce, IU ha scritto da sola i testi di otto, mentre per le altre due ha collaborato con Dean e con Lee Chan-hyuk. Sebbene il piano originale fosse di includere sei brani scritti da lei e sei da compositori esterni, è accreditata per le sole musiche di Celebrity e Coin in collaborazione con altri autori. In un'intervista con W Korea ha dichiarato di non aver sentito la necessità di includere per forza un brano composto da lei, decidendo invece di togliere le proprie canzoni perché, essendo principalmente calme, non si adattavano al tono del disco. Lavorando come produttrice e creatrice, ha voluto realizzare un album godibile e che allo stesso tempo raccontasse delle storie, puntando "a organizzare uno spettacolo che soprattutto intrattenga", e ha paragonato Lilac a un blockbuster più che a un film indipendente, concludendo "Ho voluto rendere il mio mondo, che è sempre stato piccolo e sicuro, più grande e più ampio, anche se è stato un po' rischioso".
Con il disco si chiude la "serie dei vent'anni" formata da Spring of a Twenty Year Old, Twenty-Three, Palette ed Eight.

## Descrizione
L'album spazia tra city pop, retro funk, ballata, indie pop e reggae. Da Lilac a Epilogue, IU ha espresso il termine dei suoi vent'anni come "la splendida fine di una storia d'amore".
Lilac è descritto da IU come un brano agrodolce che ricorda un tifone primaverile, e richiama il sound disco degli anni Settanta e Ottanta armonizzando il ritmo della linea di basso con elementi funk e pop. Parlando di una coppia che si separa con gioia all'arrivo della primavera dopo essere stata insieme per dieci anni, IU intraprende un viaggio per dire addio alla sua giovinezza. Nel registrarla ha usato i suoni nasali e le tecniche di vocalizzazione di Good Day, You & I, The Red Shoes e Every End of the Day; inoltre la canzone incorpora le melodie di Good Day, mentre i versi della seconda strofa "Come possono il cielo e il vento essere più perfetti di così?" (어쩜 이렇게 하늘은 더 바람은 또 완벽한 건지?, Eojjeom ireoke haneur-eun deo baram-eun tto wanbyeokhan geonjiLR) sono una versione abbreviata di quelli iniziali sempre di Good Day.
In Flu, paragona la sensazione di essere innamorati a un'influenza, arrivando a ribellarsi e ingaggiare una lotta disperata per sbarazzarsi del virus dell'amore e del malessere da esso causato, mentre in Coin, basata come Lilac sui ritmi disco punk degli anni Settanta e Ottanta, chiede di farle giocare l'ultimo round di un gioco stimolante, ma deleterio per la salute, richiamando lo stacanovismo della cantante. Nel brano sono stati incorporati gli effetti sonori di una sala da giochi elettronica. Insieme a Ah Puh, rappresenta una delle prime volte in cui IU rappa.
Hi Spring Bye mescola archi e chitarra elettrica, ricordando le ballate pop americane degli anni Ottanta, e racconta dell'addio alla primavera. Celebrity è nata per un'amica considerata dagli altri eccentrica per la sua personalità e il modo di vestire, espandendosi poi a un messaggio per tutti coloro che hanno provato un senso di alienazione per non aver soddisfatto le aspettative altrui. Di genere elettropop e tropical house, IU ha usato il sintetizzatore e l'autotune per la prima volta. Troll è basata sul reggae e il bossa nova, e racconta di una relazione simile a una canzone circolare in cui la coppia continua a lasciarsi e tornare insieme. Empty Cup è di genere lo-fi e R&B, e narra del momento in cui si decide di rinunciare alla persona al proprio fianco, andando tuttavia avanti "infelice, persino risentito" perché non si riesce a troncare una relazione durata tanto a lungo.
My Sea è stata scritta da Kim Je-hwi e Kim Hee-won, autori di un'altra ballata di IU, Through the Night, ed è un pezzo orchestrale che combina Dear Name, Love Poem e Secret. La durata della traccia (5 minuti e 16 secondi) è una rappresentazione numerica del compleanno della cantante, il 16 maggio. Dopo un inizio calmo, il brano prende una direzione in crescendo con l'introduzione di un ensemble d'archi di 20 membri, giungendo a un climax drammatico. My Sea parla di riconciliarsi con la se stessa più giovane e rappresenta il culmine della narrazione, in cui, secondo IZM, "l'eco che si protende nel vasto mare in una scala magnifica si intreccia con il viaggio degli ultimi 10 anni, dopo il quale finalmente si innamora di se stessa". IU paragona il proprio viaggio al mare in tempesta, trovando conforto nel conoscere il percorso che la riporterà sempre al suo vero sé.
Segue Ah Puh, un brano hip hop che ripercorre il tema nautico/marittimo, dando un'atmosfera frizzante con la ripetizione di alcune consonanti e vocali. L'album è chiuso da Epilogue, un pezzo dedicato ai fan, i cui arrangiamenti jazz languidi e suoni vintage ricordano il terzo album di IU, Modern Times, e nel quale canta con voce "vaga, commovente e sognante".

## Accoglienza
| Recensione          | Giudizio |
| ------------------- | -------- |
| Beats per Minute    | 81/100   |
| IZM                 |          |
| NME                 |          |
| Rolling Stone Korea |          |
| The Kraze Magazine  | 8,7/10   |

Nel recensire Lilac, la critica sudcoreana ha valutato complessivamente la discografia di IU dell'ultimo decennio, descrivendolo come un album che incorpora "le molte attività e i molti stili" sperimentati dalla cantante, le sonorità dei suoi vent'anni e le esperienze del proprio vissuto, "svelando i giorni trascorsi finora da una varietà di prospettive". Sebbene i critici Kim Hak-sun e Lee Dae-hwa abbiano rimpianto l'assenza di coesione e freschezza nelle musiche, nonostante l'alto livello di completezza dell'album, la scelta di scrivere personalmente i testi di tutte le canzoni è servito come mezzo per "catturare l'organicità dell'intero album", "eliminando il senso di sbilanciamento". Shim Yoon-ji del Kyunghyang Shinmun ha ritenuto che i testi "eccitanti eppure solitari, lirici eppure ambigui" rivelassero i punti di forza di IU, e che, raccontando la propria crescita tramite la musica, avesse sviluppato un disco "che consola i giovani che vivono nell'età contemporanea", concludendo che la più grande caratteristica dell'album fosse di essere "talmente diverso da non poterlo riassumere con una sola parola".
Hwang Seon-eop di IZM ha definito Lilac "un fiore fatto di suoni" in cui "il cambiamento più grande è il trapianto di suoni alla moda basato sulla collaborazione tra più persone, comunemente usato nei gruppi idol". Pur osservando che potesse sembrare "una composizione un po' disordinata" "contenente varie cose senza troppi calcoli", ciò è superato "dal senso di unità e immersione dato dalla narrazione di storie basate sulla propria carriera", e ha concluso che "dietro un lavoro apparentemente ricco di stile, si proietta la silhouette di Lee Ji-eun, un essere umano che ha superato la confusione del passato e ha dato prova di sé, sbocciando più meravigliosamente di chiunque altro".
Sia Newsis che Rolling Stone Korea hanno concluso che non potesse esistere un addio più perfetto.
La critica estera si è concentrata maggiormente sulla nuova direzione musicale, trovata da NME "più audace, più rumorosa e più divertente", con la quale "IU esce dalla sua zona di conforto per offrire pura evasione pop", scambiando "il pop calmo baciato dal sole diventato il suo marchio con dei successi da pista da ballo". Chase McMullen di Beats per Minute ha lodato la scelta di appoggiarsi a collaboratori esterni, commentando che avessero dato una ventata di aria fresca e che la maggior parte della musica di Lilac suonasse "senza peso e giocosa", non allontanandosi comunque mai troppo dal "suono di IU" pur attingendo alle musiche e ai generi più disparati. Ha concluso che si tratti di "un album di ruminazione, beatitudine orgogliosa temperata dalla malinconia e, soprattutto, dall'accettazione", in cui IU "è sia spettatrice che osservata, lo spettacolo è allo stesso tempo pura performance e intimità genuina, persino fragile". Rolling Stone India ne ha parlato come di una "grandiosa festa a tutto ciò che è estate e pop", in cui l'arte di IU "è sbocciata in qualcosa di più grande, potente e profondo", e ha apprezzato la scelta di intervenire sull'album come produttrice.
The Chicago Maroon ha invece elogiato il talento lirico di IU e trovato Lilac "un album sull'ispezionare le macerie dei vent'anni e sul raccogliere le schegge di ricordi, non solo quelli luccicanti dei migliori sé passati, ma anche le fotografie bruciacchiate di ex e vecchi amici. Riguarda il nauseato ricordo di momenti in cui hai giocato d'azzardo e perso, e soprattutto, la piatta consapevolezza che sei qui, ora, a guardare indietro alla fine di un'era". Pur notando la presenza di brani più sunshine pop come Troll e Celebrity, ha ritenuto non bastassero per definire l'album nel complesso "pura evasione pop" e "senza peso e giocoso" come fatto da NME e Beats per Minute.
La rivista online coreana Idology ha inserito Lilac tra i dieci migliori album dell'anno. NME l'ha incluso nella lista dei migliori album asiatici del 2021, mentre IZM e Rolling Stone India in quella dei migliori album K-pop dell'anno. È inoltre figurato tra le uscite musicali memorabili del 2021 secondo Allure Korea. Il brano Lilac è stato inserito nelle liste delle migliori canzoni K-pop del 2021 stilate da Rolling Stone Korea, NME, Billboard e Teen Vogue. Empty Cup è stata inclusa al 42º posto nella lista delle 50 migliori canzoni del 2021 secondo Beats per Minute.

## Tracce
1. Lilac (라일락?, RaillakLR) – 3:34 (testo: IU – musica: Im Soo-ho, Dr.Jo, Ung Kim, N!ko)
2. Flu – 3:08 (testo: IU – musica: Ryan S. Jhun, Martin Coogan, Madilyn Bailey, Zacchariah Palmer, London Jackson, Jacob Chatelain)
3. Coin – 3:13 (testo: IU – musica: Poptime, Kako, IU)
4. Hi Spring Bye (봄 안녕 봄?, Bom annyeong bomLR; lett. "Primavera, ciao primavera) – 5:24 (testo: IU – musica: Naul)
5. Celebrity – 3:15 (testo: IU – musica: Ryan S. Jhun, Jeppe London Bilsby, Lauritz Emil Christiansen, IU, Chloe Latimer, Celine Svanbäck)
6. Troll (feat. Dean) (돌림노래?, DollimnoraeLR; lett. "Canzone circolare") – 3:09 (testo: IU, Dean – musica: Park Woo-sang, Junny, Dean, Jane)
7. Empty Cup (빈 컵?, Bin keopLR) – 2:19 (testo: IU – musica: Woogie, Penomeco)
8. My Sea (아이와 나의 바다?, A-i-wa na-ui badaLR; lett. "Il mare mio e della bambina") – 5:16 (testo: IU – musica: Je-hwi, Kim Hee-won)
9. Ah Puh (어푸?, EopuLR) – 3:20 (testo: IU, Lee Chan-hyuk – musica: Lee Chan-hyuk, Peejay)
10. Epilogue (에필로그?, EpillogeuLR) – 3:49 (testo: IU – musica: Shim Eun-ji, Sumin, Kim Soo-young, Im Geum-bi)

Durata totale: 36:27

## Personale
- IU – testi, musiche (tracce 3, 5), ritornelli (tracce 1-3, 5-10)
- Dean – testi (traccia 6), musiche (traccia 6), ritornelli (traccia 6)
- Lee Chan-hyuk – testi (traccia 9), musiche (traccia 9)
- Im Soo-ho – musiche (traccia 1), arrangiamenti (traccia 1), batteria (traccia 1), chitarra (traccia 1)
- Dr.Jo – musiche (traccia 1)
- Ung Kim – musiche (traccia 1), arrangiamenti (traccia 1), basso (traccia 1), piano elettrico (traccia 1)
- N!ko – musiche (traccia 1), arrangiamenti (traccia 1), piano elettrico (traccia 1), sintetizzatore (traccia 1)
- Martin Coogan – musiche (traccia 2)
- Madilyn Bailey – musiche (traccia 2)
- Zacchariah Palmer – musiche (traccia 2)
- London Jackson – musiche (traccia 2), arrangiamenti (traccia 2)
- Jacob Chatelain – musiche (traccia 2), arrangiamenti (traccia 2)
- Ryan S. Jhun – musiche (tracce 2, 5), arrangiamenti (tracce 2, 5)
- Poptime – musiche (traccia 3), arrangiamenti (traccia 3)
- Kako – musiche (traccia 3)
- Naul – musiche (traccia 4), ritornelli (traccia 4)
- Jeppe London Bilsby – musiche (traccia 5), arrangiamenti (traccia 5)
- Lauritz Emil Christiansen – musiche (traccia 5), arrangiamenti (traccia 5)
- Chloe Latimer – musiche (traccia 5)
- Celin Svanbäck – musiche (traccia 5)
- Park Woo-sang – musiche (traccia 6), arrangiamenti (traccia 6), tastiera (traccia 6), basso (traccia 6), sintetizzatore (traccia 6), missaggio (traccia 6)
- Junny – musiche (traccia 6)
- Jane – musiche (traccia 6)
- Woogie – musiche (traccia 7), arrangiamenti (traccia 7), batteria (traccia 7), basso (traccia 7), piano (traccia 7), chitarra (traccia 7), sintetizzatore (traccia 7), archi (traccia 7)
- Penomeco – musiche (traccia 7)
- Je-hwi – musiche (traccia 8), arrangiamenti (traccia 8), batteria (traccia 8), sintetizzatore (traccia 8), ritornelli (traccia 8)
- Kim Hee-won – musiche (traccia 8), ritornelli (traccia 8)
- Peejay – musiche (traccia 9), arrangiamenti (traccia 9), batteria (traccia 9), basso (traccia 9), tastiera (traccia 9), effetti sonori (traccia 9)
- Shim Eun-ji – musiche (traccia 10), arrangiamenti (traccia 10), batteria (traccia 10), basso (traccia 10), tastiera (traccia 10)
- Sumin – musiche (traccia 10)
- Kim Soo-young – musiche (traccia 10), arrangiamenti (traccia 10), chitarra (traccia 10), ritornelli (traccia 10)
- Im Geum-bi – musiche (traccia 10)
- Kang Hwa-seong – arrangiamenti (traccia 4), piano elettrico (traccia 4), tastiera (traccia 4)
- Park In-young – arrangiamenti archi (traccia 4), direzione archi (traccia 4)
- Lee Na-il – arrangiamenti archi (traccia 8), direzione archi (traccia 8)
- IYP Orchestra – archi (traccia 4)
- On the String – archi (traccia 8)
- Kim Dong-min – chitarra (traccia 3)
- Hong Joon-ho – chitarra (traccia 4)
- Jung Suk-hoon – chitarra (traccia 8)
- Kim Seung-hyun – chitarra (traccia 9)
- Choi In-sung – basso (traccia 3)
- Yang Kyung-ah – basso (traccia 8)
- Hong So-jin – piano (traccia 3)
- Jung Jae-pil – piano (traccia 8)
- Park Ji-yong – batteria (traccia 3)
- Shin Jung-eun – batteria (traccia 4)
- Seo Dong-han – organo (traccia 8)
- Je-hwi's Friends – cori (traccia 8)
- Son Myung-gap – registrazione, missaggio (traccia 1)
- Kim Kap-soo – registrazione (traccia 4)
- Lee Chang-sun – registrazione (traccia 4)
- Jeff Gartenbaum – registrazione (traccia 4)
- Oh Sung-geun – registrazione (traccia 8)
- Kang Hyo-min – registrazione (traccia 8)
- Gu Jong-pil – missaggio (tracce 2-3, 5)
- Choi Hyung – missaggio (traccia 4)
- Jo Joon-sung – missaggio (traccia 8)
- Jung Yoo-ra – assistenza (tracce 2-3, 5)
- Kang Sung-young – assistenza (traccia 5)
- Choi Ja-yeon – assistenza (traccia 8)
- Kim Joon-sang – assistenza (traccia 9)
- Jung Gi-woon – assistenza (traccia 9)
- Lee Min-woo – assistenza (traccia 9)
- Stay Tuned – missaggio (traccia 7)
- Go Hyun-jung – missaggio (traccia 9)
- Yoon Won-kwon – missaggio (traccia 10)
- Kwon Na-moo – mastering

## Successo commerciale
Al momento dell'uscita come singolo, Celebrity ha debuttato al primo posto sulla Gaon Digital Chart ed è entrato nella Billboard World Digital Song Sales Chart negli Stati Uniti al numero 3. Il brano Lilac ha invece debuttato al numero quattro della Gaon Digital Chart, salendo al primo posto la settimana successiva. Sulla iTunes Album Chart, il disco è arrivato primo in 11 Paesi.
Secondo la classifica Hanteo, Lilac ha venduto 216 319 copie il primo giorno, superando il record del predecessore Love Poem e diventando il secondo disco più venduto da una solista sudcoreana nella prima settimana con 267 754 copie. In Giappone ha venduto 2 344 copie al 30 aprile 2021. A maggio 2021 Lilac è stato certificato platino in Corea del Sud.
Il disco ha venduto 402 864 copie nel corso del 2021, classificandosi trentatreesimo sulla Gaon Album Chart annuale. I brani Celebrity e Lilac si sono invece classificati al sesto e al decimo posto della Gaon Download Chart annuale.

## Classifiche

### Classifiche settimanali
| Classifica (2021) | Posizione massima |
| ----------------- | ----------------- |
| Corea del Sud     | 1                 |
| Giappone          | 23                |

### Classifiche di fine anno
| Classifica (2021) | Posizione |
| ----------------- | --------- |
| Corea del Sud     | 33        |

## Riconoscimenti
- Circle Chart Music Award
  - 2022 – Canzone dell'anno - marzo per Lilac[54]
  - 2022 – Candidatura a Canzone dell'anno - marzo per Coin[55]
  - 2022 – Candidatura a Canzone dell'anno - marzo per Hi Spring Bye[55]
- Golden Disc Award
  - 2022 – Album Bonsang[56]
- Korean Music Award
  - 2022 – Miglior album pop[57]
  - 2022 – Candidatura a Album dell'anno[57]
  - 2022 – Candidatura a Miglior canzone pop per Lilac[57]
- Melon Music Award
  - 2021 – Album dell'anno[58]
- Mnet Asian Music Award
  - 2021 – Candidatura a Miglior album
- Seoul Music Award
  - 2022 – Miglior canzone a Lilac[59]